# Ichneumon rhododendron
Ichneumon rhododendron là một loài tò vò trong họ Ichneumonidae.